# UTC-02:00

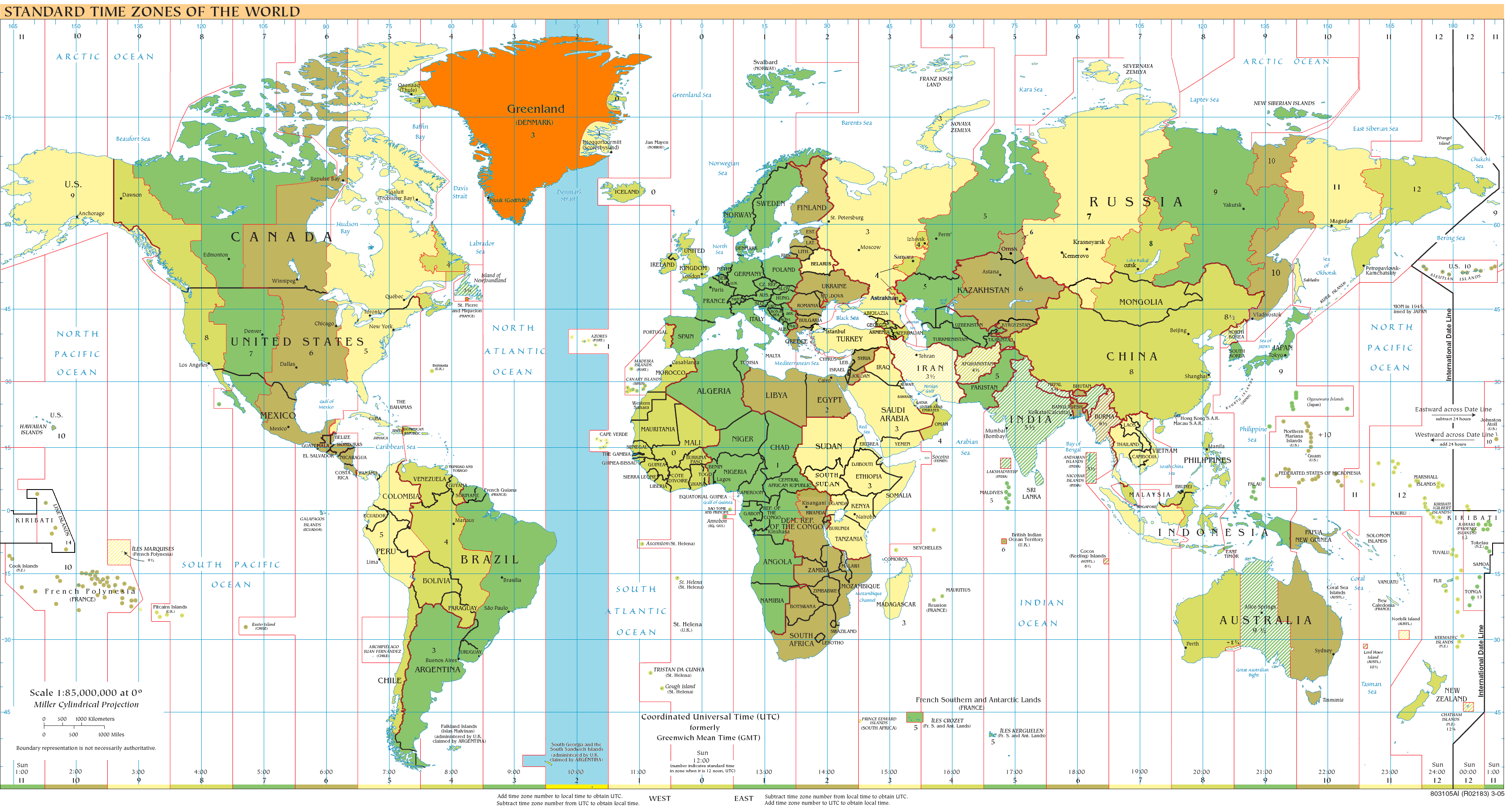
Timezones2008 UTC-2

UTC-02:00 es el vigésimo séptimo huso horario del planeta cuya ubicación geográfica se encuentra en el meridiano 30 oeste. Aquellos países que se rigen por este huso horario se encuentran 2 horas por detrás del meridiano de Greenwich.

## Hemisferio norte

### Países que se rigen por UTC-02:00 en Horario Estándar
| Abreviatura | Nombre Completo                                         | País                                                                    |
| ----------- | ------------------------------------------------------- | ----------------------------------------------------------------------- |
| WGT         | Hora de Groenlandia Occidental (Western Greenland Time) | Dinamarca - Groenlandia (excepto la Base aérea de Thule y Danmarkshavn) |

### Países que se rigen por UTC-02:00 en Horario de Verano
| Abreviatura | Nombre Completo                                                        | País                           |
| ----------- | ---------------------------------------------------------------------- | ------------------------------ |
| PMDT        | Hora de Verano de Pedro y Miquelón (Pierre and Miquelon Daylight Time) | Francia - San Pedro y Miquelón |

## Hemisferio sur

### Países que se rigen por UTC-02:00 todo el año
| Abreviatura | Nombre Completo                                        | País                                                    |
| ----------- | ------------------------------------------------------ | ------------------------------------------------------- |
| FNT         | Hora de Fernando de Noronha (Fernando de Noronha Time) | Brasil - Islas Fernando de Noronha                      |
| GST         | Hora de Georgia del Sur (South Georgia Time)           | Reino Unido - Islas Georgias del Sur y Sandwich del Sur |